# Sagalassa falsissima
Sagalassa falsissima is een vlinder uit de familie Brachodidae. De wetenschappelijke naam van de soort is voor het eerst geldig gepubliceerd in 1910 door Paul Dognin.